# قومية شركسية

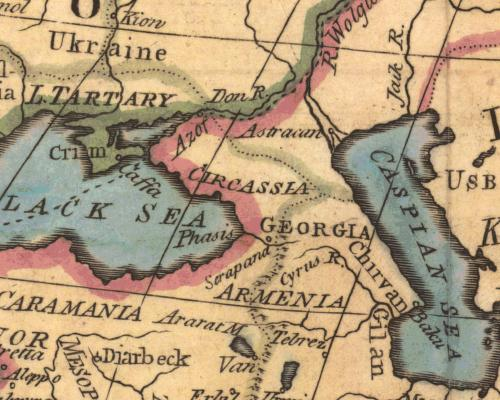
سيركاسيا

القومية الشركسية هي رغبة الشركس في بناء (أو إعادة إحياء) دولة شركسية مستقلة في حدود سيركاسيا قبل احتلالها من قبل روسيا. وغالباً ما تصنف على نحو النهضة الوطنية لأنها تشمل العديد من المواضيع حول عودة الشركس إلى وطنهم واستخدام اللغة الأديغية بشكل أكبر.

## السياق التاريخي

### شركيسيا والشركس قبل الغزو الروسي
عرف الشركس بأنهم كانوا يسكنون في شيركاسيا منذ العصور القديمة. حيث أسسوا العديد من الدول معروفة للعالم الخارجي عبر العصور، حيث حُكموا من قبل الرومان لفترة، وبعدها من قبل الجماعات السكوثية والسرمتية، ولاحقاً من قبل الجماعات التركية ومن أهمها الخزر وكونهم محميين من قبل الإمبراطورية العثمانية. ومع ذلك حافظ الشركس على درجة عالية من الحكم الذاتي. بسبب موقع البلاد على ساحل البحر الأسود، والسيطرة على موانئ مهمة مثل أنابا، سوتشي وتوابسي، عمل الشركس بشكل هام في التجارة، والعديد من العبيد الأوروبيين الأوائل كانوا شراكسة (ومن ضمنهم المماليك في مصر والانكشاريون العثمانيون حملوا عنصر عرقي شركسي قوي).
حكم الشركس أنفسهم بنظم إقطاعية، واستخدموا الأنظمة الملكية والأحلاف بين القبائل للحكم، وأحياناً فقط المزيج من اثنين وأحياناً الثلاثة. ونظمت شيركاسيا حسب القبائل، حيث نظمت كل قبيلة حدودها، حيث كل منها كانت تعمل كمقاطعة، ولكن بشكل أقل من استقلال تام، بشكل يشبه الولاية الأميركية (بالطبع كانت درجة الاستقلال تتغير بتغير الزمان والقبيلة). لم تكن كل القبائل داخل الحلف شركسية عرقياً، ففي أوقات مختلفة كان الحلف يضم النوغيين، الأوسيتيين، البلقار، القراشاي، الإنغوش وحتى الشيشانيين. في القرن التاسع عشر، ثلاثة قبائل أسقطوا النظام الإقطاعي لتفضيل الديمقراطية المباشرة، لكن مع ذلك، أنهيت هذه التجربة عندما احتلت القيصرية الروسية شيركاسيا، وأُنهي استقلالهم لصالح حكم روسيا الاستعمارية.

### حب الشركس في الغرب
خلال وبعد التنوير، أبدت الثقافات الغربية الأوروبية اهتمامها بالشركس، وخصوصاً بمظهرهم الخارجي ولغتهم وثقافتهم، مصورين الرجال بأنهم شجعان بشكل استثنائي (أسطورة انتشرت في لندن خلال حرب القرم عندما كانوا متحالفين مع الشركس). صُور الشركس على أنهم جميلو المظهر، شعرهم أسود مجعد، عيونهم ألوانها فاتحة، بشرتهم بيضاء شاحبة (بشكل عام قريب إلى هيئتهم الحقيقية)، فرفعوا من شأن ظاهرة الجمال الشركسي.
الوجود الإيطالي واليوناني في المدن الساحلية أعطى تأثيراً على كل من لهجات الإيطاليين/اليونانيين والشراكس في المنطقة (بما فيهم الأبخاز، حيث يمكن اعتبارهم شركس بشكل جزئي). اعتبرت اللغة الشركسية بشكل واسع كلغة جميلة وفريدة من قبل لغويين القرن التاسع عشر (اليوم ترتبط اللغة مع اللغات المنقرضة في الأناضول).
ذهب علماء أجناس بعد اكتشافهم تشابه في جمجمة القوقازيين (الذين كانوا الشركس والجورجيين والشيشانيين أكبر المجموعات في الفئة) لإعلان أن الأوروبيين والشمال إفريقيين والشرق أوسطيين والقوقازيين يجمعهم عرق مشترك، أطلق عليه اسم «العرق القوقازي» أو كما هو معروف اليوم باسم كوكازويد. أكد علم الأجناس على الجمال المتفوق لشعوب القوقاز، فوق جميع الشركس، في إشارة إليهم "كيف نوى الله الشعب القوقازي أن يكون (بالإنجليزية: How God intended the Caucasian race to be)" وكيف أن القوقاز كان «أول بؤرة للشعب المتفوق». تبعاً لجوهان فريدريتش بلومنباخ، مؤيد كبير للنظرية الشركسوفيلية أن الشركس هم الفرع الأكثر تفوقاً من العرق القوقازي (حيث يحتل الجورجيون عادة المركز الثاني)، الشركس كانوا الأقرب لنموذج البشرية الذي وضعه الخالق، وبالتالي «أنقى البيض وأكثرهم جمالاً هم الشركس».
في تلك الأثناء، منتجات الجمال في الولايات المتحدة وأوروبا الغربية حملت أسماء مثل «صابون شركسي»، «لوسيون شركسي»، «صبغة شعر شركسية»، إلخ. وعرفوا الشركس أيضاً، بشكل أغلب الأحيان صحيح، بأنهم نحاف وطوال. هذا الإعجاب مهد للشركس، وخاصة لشكلهم الفيزيائي، وأيضاً (بعدها) لثقافتهم، والتيتشبه في بعض النواحي أوروبا في العصور الوسطى (من ضمنها نظامها الإقطاعي)، وخاصة في الموسيقا.
إعجاب أوروبا/الغرب بالقوقاز وسكانه لم يقتصر على الشركس. فصورت النساء الجورجيات أحياناً على أنهم راقصات نقيات، الأرمن على أنهم ضحايا للجمال (خاصة في الدعاية المضادة لتركيا في الحرب العالمية الثانية)، كما صور الصبية الشيشانيين على أنهم فائقي الجمال. مع ذلك، في منتصف القرن التاسع عشر، حيث كانت الشركسوفيليا (محبة الشركس) موضة في العالم الغربي، أخذت منحى جديداً في حرب القرم، حيث ساعد حلف بريطانيا مع الشركس إلى فهم أكبر، حتى نظر البريطانيون إلى الشركس نظرة شفقة: بدلاً من الهوس بمظهرهم الخارجي؛ بدأ التضامن مع الشركس الجميلين ذوي الشرف. راقبت بريطانيا بشكل كئيب المهاجرين القوقازيين، إلى أن نسوا وجود الشركس عقود بعد ذلك عندما احتل الروس بلاد الشركس. كان لذلك أثر كبير على القومية الحديثة كما أشار تشارلز كينغ.

### الغزو الروسي، الصراع والهجرة

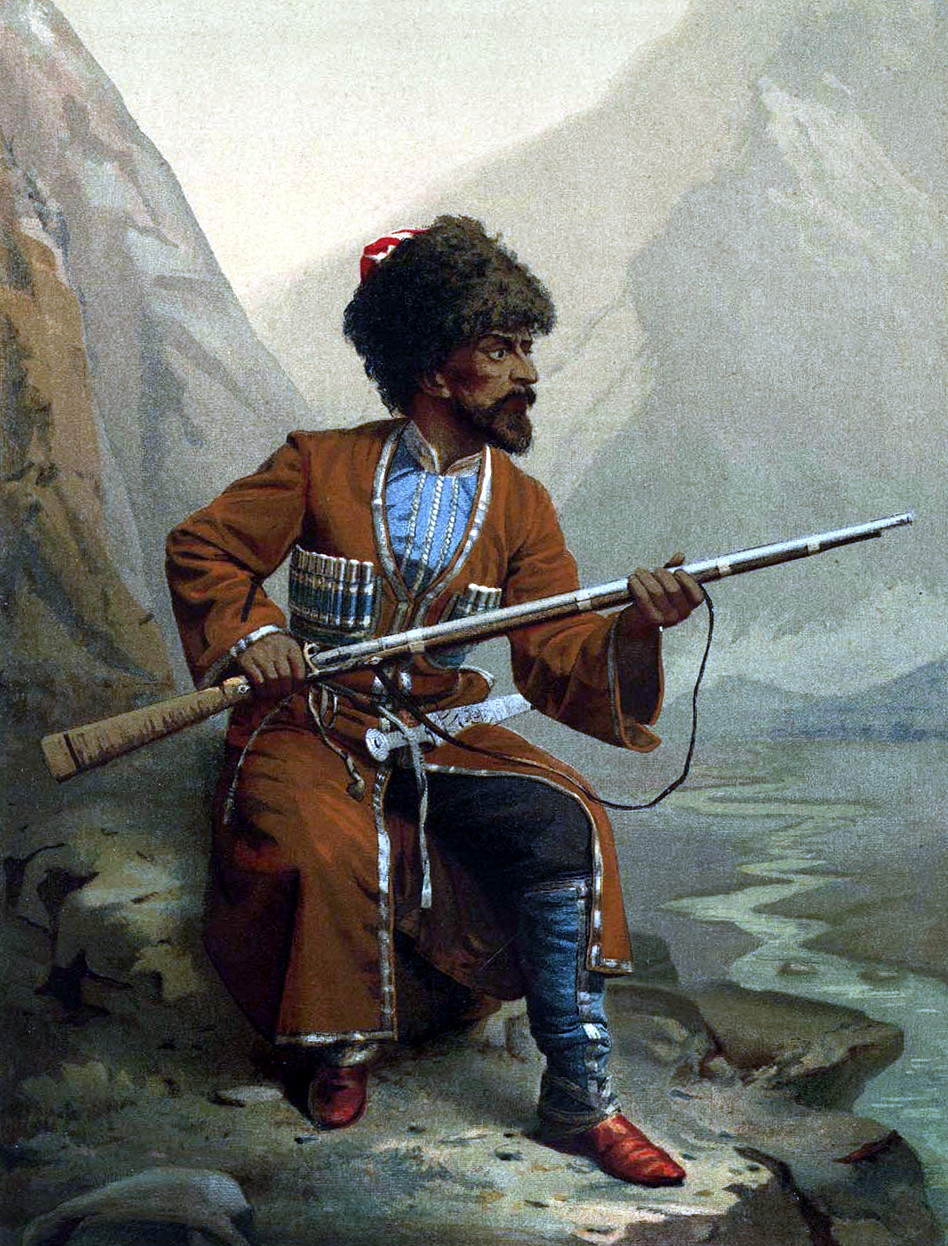
جندي شركسي خلال الحرب الروسية الشركسية

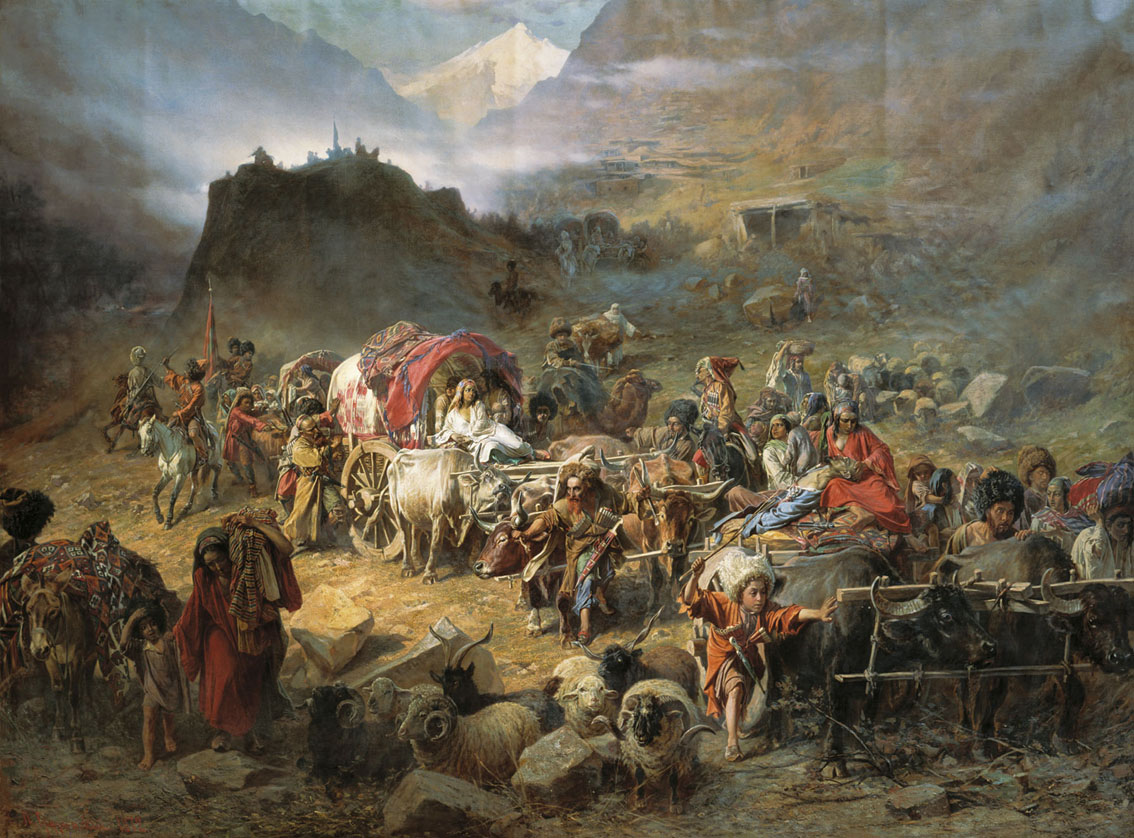
سكان الجبل يغادرون بلادهم

أول مرة حاول فيها الروس التوسع باتجاه الأرض الشركسية كانت في القرن السادس عسر، عندما تزوج إيفان الرهيب امرأة قبردية، ماريا تيمرجوكوفنا، ابنة أمير قبرديا المسلم، بغرض عقد حلف مع القبرديين، الذين كانوا أحد الشعوب الشركسية. لكن بعد موت إيفان، خفت رغبة روسيا في القوقاز لوجود دويلات بين المنطقتين، ومن أهم تلك الدويلات خانية القرم ونوغاي هورد.
لكن في القرن الثامن عشر، استعادت روسيا طموحاتها الإمبراطورية في المنطقة، وتوسعت بشكل كبير نحو الجنوب، مع هدف نهائي متمثل في الحصول على ثروات الشرق الأوسط وبلاد فارس، باستعمال القوقاز كنقطة بين المنطقتين وروسيا. بدأ التوغل الروسي العسكري في سيركاسيا في 1763، كجزء من الحروب الروسية الفارسية.
في النهاية، بسبب الاحتياج للموانئ الشركسية، واستطاعة دولة سيركاسيا المستقلة عرقلة الخطط للتوسع باتجاه الشرق الأوسط (الخطط التي فشلت)، قامت روسيا باحتلال سيركاسيا. وتزايد التوتر إلى أعلى درجاته خلال الحرب الروسية الشركسية، التي غطت عليها في أواخر مراحلها حرب القرم. على الرغم من قيام حرب مشابهة في الجهة الأخرى من القوقاز (الشيشان، داغستان وإنغوشيا يقاتلون للحفاظ على دولهم من الاحتلال الروسي)، ومحاولة بعض أمراء الشركس والإمام شامل وبريطانيا الربط بين الصراعين، قُمعت الاتصالات بين الشركس وحلفاؤهم في شرق القوقاز من قبل حلف أوسيتي روسي.
بلغ القتال ذروته في القرن التاسع عشر، وأدى مباشرة إلى حرب روسية شركسية، حيث الشركس مع الأبخاز، الوبخ، الأباظة، النوغيين، وأحياناً الإنغوش، وبعض القبائل التركية، قاتلوا الروس بكل قوة للحفاظ على استقلالهم. وساهم كل من العثمانيين ولندن في مساعدة الشركس بتسليحهم. لكن ذلك لم يكن كافياً لإنقاذ الشركس من الهزيمة القادمة والحكم الروسي. استطاعت روسيا في النهاية إضعاف الشركس بإسقاط قبائلهم واحدة تلو الأخرى، مع بقاء الوبخ، الأباظة، الأبخاز البلقار للنهاية. حيث قبلت بعض القبائل الحكم الروسي بعد احتلالهم من قبلها، والبعض الآخر تابع القتال، على الرغم من استسلام سيركاسيا بشكل عام.
بدأت روسيا بعد ذلك بقليل بالتهجير. حيث قتل حوالي 1-1.5 مليون من الشركس، تحت إمرة القيصر، ومعظم السكان المسلمين تم ترحيلهم (عدا الأوسيتيين المسلمين والقبرطاي)؛ الشركس والأباظة المعاصرين استطاعوا الهرب بشكل عام إلى الإمبراطورية العثمانية، مسبباً ذلك ترحيل 1.5 مليون آخرين من الشركس وغيرهم. مما أدى إلى إخلاء 90% من سكان الأمة. سكن الشركس بعد ذلك في أرجاء الدولة العثمانية بما فيها من دول البلقان والدول العربية. ونُظر أحياناً إلى الشركس نظرة تهديد وخطر لعدم كونهم من عرق عربي أو تركي.

## في الوقت المعاصر

### نشأة الحركة المعاصرة
الحركة المعاصرة لها جذور في الجمعيات والمؤسسات السرية خلال البيريسترويكا تحت حكم ميخائيل غورباتشوف.

### الدعم
ازدادت شعبية القومية الشركسية بين الشركس الصغار، وإلى حد أقل، الشراكس الكبار. ولكن بشكل عام أصبحت القضية كثيرة الشعبية بين الشركس الصغار حول العالم، مما يثير مخاوف الحكومة الروسية (خاصة بعد أن اعتنق جيرانها الشركس البلقار والقراشاي القضية نفسها). ويعتقد بعض المحللين أن حتى الحكومات الجمهورية لها أعضاء يحملون جدول الأعمال القومي ذاك.
القومية الشركسية المعاصرة هي أيديولوجيا بعض الجماعات الناشطة المسماة كلها «بالحزام الشركسي» "Circassian belt" المتواجدة في بعض الجمهوريات الروسية، وبعض المناطق المتواجد فيها الشتات الشركسي (تركيا، الأردن، إلخ.)، وفي أبخازيا، التي لديها روابط عرقية مع سيركاسيا.
قام هناك انتخاب لرئيس جمهورية قراتشاي - تشيركيسيا في 1999 مثير للجدل، حيث خسر المرشح الشركسي، مما أدى إلى احتجاج الكثير من الأباظة والشركس في العاصمة، وأصبح مكاناً للاستشهاد.
أعلنت كل من منظمتي «أديغة خاس» و«المنظمة العالمية الشركسية» أن الهدف هو «حماية الشركس أينما وجدوا وتسهيل عودة قسم كبير من الشتات الشركسي إلى الأرض الشركسية المأهولة في شمال غرب القوقاز لتغيير شكلها الديموغرافي» (العودة إلى ما كانت إليه قبل الإبادة الجماعية).
محاولة تحقيق الاعتراف بـ «الإبادة الجماعية للشركس» هي أيضاً حركة بارزة بين الشركس، على الرغم من أنها ليست تماماً قومية بحتة. يوجد حركة أخرى كبيرة، مرتبطة بالأولى، ولكنها بشكل أكثر قومية، هي حركة إعادة تأسيس «سيركاسيا التاريخية»، قلب القومية الشركسية، مع كل الأراضي التاريخية، وإعادة توحيد كل الشركس في مجموعة عرقية واحدة. يعتقد بعض الشركس أن الإشارة إلى أن القبردي، الأديغة، الشركس والشابسوغ (حيث عندما تقوم روسيا بإحصاء عددهم، تقوم بإحصاء كل جماعة على حدا) دول مختلفة هي مجرد حيلة يلعبها الكريملين بهدف تقسيم الأمة الشركسية. ويعتقد الكثير من السياسيين بأنه إذا لم يزال هذا التقسيم «تقطيع الأوصال في النهاية سيؤدي غلى موت الأمة الشركسية». الكثير من القوميين الشركس (المعاصرين، مثل تشيركيسوف) لا يشجعون على الانسحاب من الاتحاد الروسي، وأن سيركاسيا موحدة داخل روسيا كافية. لكن يجب أن تكون اللغة الرسمية الوحيدة لسيركاسيا وإن كانت داخل روسيا، الأديغية.
قرار تقسيم قراتشاي-تشيركيسيا وقبردينو-بلقاريا قد فاز مع دعم كثير من الشركس (خاصة في قراتشاي-تشيركيسيا، حيث القراشاي والروس يهيمنون على المناصب الحكومية) ودعم المنظمة الشركسية المؤثرة «أديغة خاس».
بعد الأزمة التي انطوت على تحديد هوية متسلق جبل ألبروز الأول، قام مجموعة من شباب الشركس، بقيادة أصلان جوكوف، بتسلق الجبل كخطوة رمزية. بعدها أصلان جوكوف (البالغ من العمر 36 عاماً ومؤسس أديغة دجيغو، منظمة قومية شركسية كبيرة أخرى) قتل بواسطة طلق ناري في حي مظلم. ودفع موته إلى قيام أعمال شغب بين الشركس، الذين أشاروا أصابع الاتهام إلى الحكومة الروسية وإلى القراشاي. أشار رئيس الجمهورية إلى أنه يجب عدم أخذ موته بشكل عرقي، لكن ذلك لم يؤد إلا لإضافة اسم الرئيس على لائحة المجرمين المحتملين من وجهة نظر الشركس.

### أديغيا
في أديغيا، جاء عدد من التقارير حول رمي بعض صلبان الروسية الأرثوذكسية من الجبال في أغسطس 2009، كرمز لمناهضة الكنيسة الروسية الأرثوذكسية، التي ينظر إليها الشركس كرمز للقمع.
وتفضيل موسكو للقوزاق، يعتبرها الشركس كرؤية سخرية لماضيهم.
قامت هناك منظمة باسم «اتحاد السلافيين Union of Slavs»، برئاسة نينا كونوفاليفا وبوريس كاراتايف، في 1991، لتصدي لنشاطات المنظمات الشركسية مثل أديغة خاس، ومنع الشركس من محاولاتهم لإزالتهم للروس من مراكز السلطة في المنطقة، وحماية الشركس والقوزاق من سيطرة الشركس على الأرض. في 1991، قاوم اتحاد السلافيين بشدة قرار فصل أديغيا عن كراسنودار كراي باعتبار أديغيا جمهورية عرقية داخل روسيا، في إشارة إلى أن الشركس يشكلون فقط %22 من السكان وذلك ليس عادلاً بحق %78 الآخرين. ودعا اتحاد السلافيين إلى أن تزايد الاستقلال في أديغيا والنشاط في قراتشاي-تشيركيسيا وقبردينو-بلقاريا جزء من «مؤامرة خطيرة» لتحقيق «سيركاسيا الكبرى»، عن طريق إعادة الشتات الشركسي إلى هناك، ومن ثم طرد السكان الروس (المستعمرين في الأيديولوجيا الشركسية). ودعوا إلى تصفية الجمهوريات الشركسية الثلاثة بسبب «تمييزهم ضد الروس».

### في قراتشاي-تشيركيسيا
في نوفمبر 2009، كرد على المقالات الكاذبة التي كان هدفها الافتراء على الأمة الشركسية، قام النشطاء الشركس بتنظيم احتجاج جماهيري كبير ضد جهل الحكومة الروسية وضد الروس من أجل حقوقهم قراتشاي-تشيركيسيا. لكن الحكومة ألغت التجمع ومنعت كل التجمعات المشابهة لفترة غير محددة بحجة مقاومة فيروس الإنفلونزا أ H1N1. مع ذلك، فال رئيس حكة الشباب الشركسي، تيمور جوجيف: «كل الأسواق العامة تعمل بشكل منتظم، فأين الخطورة؟ سننظم للمظاهرة حتى وإن ارتدينا أقنعة جراحة وحتى لو لم يكن لدينا إذن من الحكومة. هذه ليست رغبة رجل أو اثنين؛ إنها رغبة أمة، ولدينا الحق في أن نعبر عن رأينا».
كما تصاعد التوتر بين الشركس والغير الشركس (الروس، القراشاي والبلقار) في الجمهوريات الثلاثة. حيث يقوم الروس في أديغيا بطلب إلغاء أديغيا، والقراشاي اتخذوا سياسة تمنع الشركس من الوصول إلى السلطة، حيث كان هناك تقرير يفيد بأنه خلال سبعة شهور الأغلبية القراشاي في البرلمان منعوا المرشح الشركسي فياشيسلاف ديريف من اتخاذ موقف في مجلس الاتحاد الروسي (قُدم التقرير في نوفمبر 2009). وأيضاً، خلال الواحد والثلاثون سنة الأخيرة لم يعين أي شركسي في أعلى منصب بالجمهورية، حيث كان السوفييت والروس دائماً يقومون بتعيين قراشاي.
قامت حركة كثيرة الشعبية بين القراشاي والشركس (من غير الروس) لتقسيم الجمهورية إلى قراتشايا وتشيركيسيا.
كما حصلت صدامات أخرى بين المؤرخين القراشاي والشركس حول أحداث تاريخية. أكبر القضايا كانت عندما زعم المؤرخين القراشاي أن أول من تسلق جبل إلبروس كان قراشاي بدلاً من شركسي من نالتشيك (ضد شهادة أعضاء بعثة التي ذهبت أوائل القرن التاسع عشر لأعلى الجبل). في نوفمبر 2009، أُحرق ملصق يحيي البطل القراشاي الكبير هاكيلوف في تشيركيسك من قبل جناة مجهولين.
ما جعل مظاهرات الشركس تبدأ حقاً في قراتشاي-تشيركيسيا هو مقال في الجريدة المحلية اكسبريس-بوست Express-Post. حيث نفى القرار حقيقة أن قرية بيسليني الشركسية أنقذت دزينات من الأطفال اليهود من النازيين، مما أدى إلى حدوث مظاهرة أعضاؤها يمثلون اليهود والشركس ضد المقال، كما أدى إلى إغضاب وسائل إعلام مستقلة شركسية. اعتذرت بعد ذلك اكسبريس-بوست، لكن تلك المظاهرات هي التي كان من المفترض أن تذهب إلى العاصمة (التي ألغيت) لتحتج ضد «الظلم العميق» الموجود ضد الشركس.

### في قبردينو-بلقاريا
تضامناً وتزامناً مع الاحتجاجات في قراتشاي-تشيركيسيا، قامت المجموعات الشبابية الشركسية بتنظيم مظاهرات وطنية جماعية في قبردينو-بلقاريا 17 نوفمبر، 2009. حضر تلك الاحتجاجات 3000 شخص (ويعد الرقم هائلاً بالنسبة إلى اقتصار الاحتجاجات على السكان الشركس في مدينة نالتشيك فقط). قام إبراهيم ياغان، رئيس إحدى المنظمات الشركسية، بنشر فيديو على فايسبوك، حيث شوهد هو في الفيديو واقفاً تحت العلمين الروسي والشركسي، داعياً إلى استيقاظ الشركس ومطالبتهم بحقوقهم وبأرضهم التاريخية. حيث قال: «لقد تمت مراقبتنا، ملاحقتنا وابتزازنا من أجل أنشطتنا السياسية... لكننا لن نخسر بعد الآن، لأننا خسرنا كل شيء.»
على عكس أديغيا (22% شركسي في 2003) وقراتشاي-تشيركيسيا (11-16% شركسي في 2003)، يوجد في قبردينو-بلقاريا أغلبية شركسية حيث يبلغ عدد القبردي 55%. مع ذلك، قام برلمان الجمهورية بالتصديق على مشروع قانوني يعطي كل بلقاري في الجمهورية 10.6 هكتار من الأرض بينما يحصل كل شركسي على 1.6 هكتار فقط. كما أشار جيليباي كالميكوف، وهذا سرعان ما أصبح صيحة استنفار في الاحتجاج. قال رسلان كيشيف، رئيس الكونغرس الشركسي في قبردينو-بلقاريا: إذا لم تستمع الحكومة لنا فنحن مستعدون للقيام بالأفعال المتطرفة. هذا وطننا الوحيد."

### الاعتراف الروسي باستقلالأوسيتيا الجنوبيةوأبخازيا
شكل الاعتراف الروسي باستقلال أبخازيا وأوسيتيا الجنوبية مشكلة، حيث من جهة إن الشركس مستعدين دائماً لمساعدة الأبخاز، الذين يرونهم كأخوتهم، ومتحمسين أيضاً لاستقلال أبخازيا. ولكن من جهة أخرى، كان لذلك مفعولين سلبيين على الشيشانيين (الذين لقوا الدعم الشركسي خلال الحرب الشيشانية الأولى)، وبشكل أقل، على الشركس أيضاً.
هناك قدر كبير من التعاون بين الناشطين الشركس والأبخاز: قام بعض الشركس بالتدفق نحو أبخازيا لمساعدتهم في حرب استقلالهم ضد جورجيا. وترتبط معظم المواقع المخصصة لاستقلال سيركاسيا والترويج لأبخازيا ببعضها. مثل الموقعين "عالم الأبخاز AbkhazWorld" و عالم الشركس CircassianWorld[وصلة مكسورة].
وتبعاً للمتشركس الغربي كولاروسو، معظم الشراكس يقبلون بضم أبخازيا إلى سيركاسيا إذا رغب الأبخاز بذلك.

### مسألة العودة إلى الوطن
أصبح العودة إلى الوطن قضية رئيسية، فروسيا (والروس بشكل عام)، خائفين قليلاً من عودة الشركس، لأن روسيا نفتهم بالأصل من أجل «أسباب أمنية»، بينما الشركس الساكنين في سيركاسيا يرونها الطريقة الوحيدة لإعادة إحياء الأمة وإنقاذها من الانقراض.
أقام الشركس عدة منظمات بهدف تشجيع عودة «إخوانهم». أبرز هذه المنظمات هي اللجنة التابعة للـ ICA (الرابطة الشركسية الدولية International Circassian Association) «لجنة العودة إلى الوطن Repatriation Committee»، التي لديها فروع في عدة أماكن من العالم. بينما تقوم روسيا بمحاولات التقليل من أعداد الشركس المهجرين يدعي البعض بأنها وسيلة لمنع الشركس من العودة لرؤيتها لهم كخطر.
في 9 أغسطس، 2009، قامت أديغيا بشكل رسمي بمحاولة لوضع عدد صحيح للشركس المهجرين، مما سمح للمزيد من الشركس بالعودة إلى وطنهم. تبعاً للمتشركس الغربي جون كولاروسو قامت الحركة بالسماح وتشجيع الشركس للعودة إلى وطنهم (حيث قامت بتغيير نسب التركيبة السكانية بشكل يفيد الشركس ويضر بالروس)، ووضعت الحركة ذلك على قائمة أهدافها الرئيسية.
قامت روسيا عن غير قصد، بوضع حدود للعودة، حيث إذا أراد شركسي العودة يجب أن يخضع لقانون الجنسية الروسي لعام 1991. ومما جعل الحالة تتدهور أكثر، هو القانون الروسي الجديد لعام 2003، الذي جعل من الأصعب للشركس العودة إلى وطنهم. من رغم تفضيل موسكو لزيادة عودة الشركس، فشلت العودة فشلاً ذريعاً بقل المقاييس.
أيضاً، العديد من الشركس في الشتات لا يفضلون العودة، بسبب خسارتهم لعملهم، وضعف الاتصال مع أصدقائهم، وصعوبة البدء بحياة جديدة.
وصل عدد من الأنباء عن مقتل عدد من الشركس العائدين على يد روس عرقيين في أديغيا وكراسنودار. ومع ذلك هناك شركس في سوريا قد هجر بسبب الثورة وغالبيتهم توجه إلى أوروبا بدون قانون يحميهم يسمح لهم باعادة التوطين لانهم بلا وطن ولا يحصلون على الجنسية علما هناك قانون يسمح لتوطين والجنسية بعد ثلاث سنوات

### نهضة المشتتين
في العقد الأول من القرن الواحد والعشرين، شهد الشتات الشركسي في الخارج صحوة ثقافية. فبدأت الاتصالات مع الوطن، لكن الأهم منذلك، أصبح هناك الكثير من المؤسسات لتقوي الهوية الشركسية بين الشتات. على سبيل المثال، في 2005، مؤسسة التعليم الشركسية "Circassian Education Foundation" (للموقع الإلكتروني اضغط هنا: )، التي تمول بعثات للشركس، وأنشأت المنظمة في واين، نيوجيرسي، الولايات المتحدة، وهي في الحقيقة أنشأتها الجمعية الأم، الجمعية الخيرية الشركسية. كما عملت مؤسسة التعليم الشركسية على مشروع من أجل قاموس شركسي-إنجليزي مجاني (موجود هنا: ).
كما شهد الشتات الشركسي في منطقة الشرق الأوسط صحوة ثقافية، ويرجع ذلك إلى حد كبير بسبب الاتصالات مع الوطن، ولكن على عكس الدول الغربية (بشكل رئيسي في الولايات المتحدة، ألمانيا، هولندا، النمسا وإسرائيل)، فإن ذلك يقترن غالباً بالتوتر الذي ينشأ بين الشركس وغالبية البلد العرقية، العرب أو الأتراك. حيث قامت حكومات سوريا، تركيا، العراق، الأردن، فلسطين، مصر وليبيا بامتصاص الشركس وقمعت ثقافتهم في الماضي وأفشلت عدة محاولات للقيام بنهضة تذكر الماضي. مع ذلك، أصبح الشتات في كثير من تلك الدول، واعياً لهويته. حيث قامت قناة «نارت-تي في Nart-TV» التي تعرض برامج من أديغيا، عن الهوية والماضي والحياة الشركسية، في كثير من دول الشرق الأوسط.
في 8 أغسطس، 2010، تأسست مؤسسة أكاديمية في عمان الأردن مخصصة للشركس، للحفاظ على التراث والثقافة الشركسية، مع صفوف تعلم اللغة الشركسية والثقافة الشركسية والتاريخ الشركسي.

### رد الفعل الروسي
قد يرى الروس القومية الشركسية مخيفة ومثيرة للشك والريبة، وليس لمجرد أن الشركس يطالبون بقطعة من الأرض تراها موسكو كجزء من منطقتها، ولكن لأن، مثلما كانت الحالة مع الشيشان والبلطيق وغيرها، الحركات القومية قد تؤدي إلى فقدان هيبة وهيمنة العرق الروسي، وصمّ اللغة الروسية، وإعادة إنشاء هيمنة السكان الأصليين.
كنتيجة للتوتر، السياسات في الجمهوريات الثلاثة مبنية على أساس عرقي، والنزاع العرقي في قراتشاي-تشيركيسيا وقبردينو-بلقاريا غالباً ثلاثي الجهات (الروس ضد الشركس والأباظة ضد القراشاي في قراتشاي-تشيركيسيا، والروس ضد القبردي ضد البلقار في قبردينو-بلقاريا).
بينما القادة الغير الشركس في قراتشاي-تشيركيسيا وقبردينو-بلقاريا تعرضوا لإطلاق نار من قبل القوميين الشركس بسبب سياسة الظلم ضدهم، قام القائد الشركسي أصلان دزهاريموف في أديغيا بتعيين نفسه كملطف للأجواء وسيحاول أن يوازن الأمور بأن يحث روسيا ضد انفصالية الأديغة. مع أنه لقى شعبية على هذه الخطوة لكنه انتهى بإغضاب الجانبين، وأعلنت الأديغة خاس أن خائن للأمة الشركسية.
اعتبر الروس الجمهوريات الثلاثة جزء لا يتجزأ من روسيا، خاصة أن الروس يشكلون أغلبية سكانية في أديغيا.
حاولت الحكومة الروسية إسكات القومية الشركسية أو محاولة السيطرة على على الجماعات الناشطة الشركسية. قام محللين حتى محللين روس أمثال سيرجي ماركيدونوف بالتعبير عن قلقهم إزاء «راديكيلية» الشباب الشركسي الناتج عن محاولات الكريملين المتعددة للسيطرة عليهم، كما خاب أملهم لأن ميدفيديف ما زال يتبع هذه السياسة.
بالإضافة، تحاول روسيا إبقاء نسبة هجرة الشركس ضئيلة لنسبة خمسين. لكن قامت جمهورية أديغيا بوضع نسبتها الخاصة: 1400 يهاجرون من أديغيا وحدها كل سنة. بعد الاعتراض الروسي الشديد على هذه الخطوة، قالت أديغيا أنها كانت تتصرف بناء على أقوال يلتسين الموجه للجمهوريات «أن يسيطروا على جمهورياتهم بقدر استطاعتهم».
نقدت روسيا بنوداً في دساتير الجمهوريات الثلاثة تتناول مواضيع التراث واللغة وتفضيلهم بأن يدعو أنفسهم كـ «انفصاليين»، داعية بتغيير هذه البنود.
بعض المواقع الإلكترونية، مثل CircassianWorld، قامت بنشر مقالات متنوعة حول ناشطين شركس وتعرضهم للتخويف الشديد من عناصر المخابرات الروسية.
قالت روسيا أن الإصرار الأديغي على تاريخهم - بما فيه الإبادة الجماعية - كله تلفيق وكذب ومجرد محاولة لتلطيخ سمعة روسيا.
العديد من الصحفيين، سواء شركس أو روس (مثل ناتاليا ريكوفا) يعتقدون بأن «السكينهيد» الروس لهم دور في التوترات العرقية في الجمهوريات الشركسية، الذين يرون أنفسهم متفوقين عرقياً. وتقول إحدى المقالات بأن العديد من الروس يرون أن الطريقة لحل جرائم الكره هي إما بالتهجير القسري أو بتقوية القوانين وتطبيقها، ومع هذا التحدي فقد فشلت الحكومة الروسية باحتواء هذه الجرائم، وأنشأت وزارة للتعامل مع شؤون الجنسية، وألغت البرنامج الفدرالي المخصص لتعزيز التسامح وإلغاء التطرف العرقي، كما فشلت في توفير المال والموظفين لوزارات أخرى للتعامل مع التحدي. وعلاوة على ذلك، فإن سياسة بوتين الحالية من أجل التقسيم الروسي الداخلي لا ترضي دعاة حق تقرير المصير، بل إنها تدعو لتوسيع مناطق روسيا. صرح سيرجي ميرونوف في 30 مارس، 2002 أن 89 إقليم متحداً عدد كبير، ولكن مناطق أكبر يسهل التحكم بها، وكان الهدف هو دمجها في 7 مقاطعات اتحادية، وبمرور الوقت ستختفي الجمهوريات العرقية من أجل تحقيق هدف التكامل.
وتكهن الكثير من الناس، بدءاً من الناشط الشركسي أحمد زاكاييف، الرئيس الإشكيري المنفي إلى الصحفية الليبرالية فاطمة تليسوفا، أن روسيا حاولت اتباع سياسة تقسيم في شمال القوقاز (مثل تنافس الشركس ضد القراشاي والبلقار، النزاع الإنغوشي الأوسيتي، النزاع الجورجي الأبخازي، النزاع الجورجي الأوسيتي، التنافسات العرقية في داغستان وحتى صراع ناجورني قرة باغ، التي تصر روسيا على تأملها)، لتخلق صراعات غير طبيعية لا يمكن أن تحل إلا بتدخل الكريملين، لتجعل شعوب القوقاز ضعيفة ومعتمدة على الكريملين. وصرح قادة «مبادرة الرياضة الشركسية Circassian Sports Initiative» سفيان جيموخوف وأليكسي بيكشوكوف، أن الصراع لديه القدرة لوضع القوقاز في مجزرة دموية يذهب ضحيتها الكثير من المدنيين.

### مسألة الألعاب الأولمبية الشتوية لعام 2014 في سوتشي
وقوع الألعاب الأولمبية في مدينة سوتشي يعتبر مهين جداً للشركس، التي ستأخذ مكانها في واحدة من أكبر المجازر التي حصلت ضد الشركس نتيجة الحرب الروسية الشركسية، وفي تاريخ الذكرى السنوية للإبادة الجماعية التي حصلت ضد الشركس. ونتيجة ذلك، أصبحت المسألة نقطة تجمع للناشطين الشركس.

### حملة الاعتراف بالإبادة الجماعية
اعترف الرئيس الروسي الأسبق بوريس يلتسين في 1994 بأن المقاومة الشركسية ضد القوات القيصرية في القرن التاسع عشر كانت محدودة، لكنه لم يصل لحد الاعتراف بإبادة القيصرية الجماعية للشركس.
بعد عدة سنوات بعث قادة قبردينو-بلقاريا وأديغيا يناشدون الدوما بإعادة النظر بالحادثة وإصدار الاعتذار المطلوب.
في السنوات الأخيرة من العقد 2000-2010، حركة المطالبة بالاعتراف بالإبادة الجماعية ضد الشركس، اكتسبت شعبية إلى جانب المسألة المشابهة للأرمن. أسباب ذلك تتضمن مكان الألعاب الأولمبية في سوتشي واعتراف الولايات المتحدة بقيام إبادة جماعية ضد الأرمن (مما روج لمشروع قانون للاعتراف بالإبادة الجماعية للشركس في نيوجيرسي، حيث يعيش معظم الشركس بالولايات المتحدة)، والإصرار المتكرر من قبل الروس أن الجورجيين ارتكبوا إبادات جماعية ضد الأبخاز والأوسيتيين.
في أكتوبر 2006، قامت المنظمات الشركسية في روسيا وتركيا وإسرائيل والأردن وغيرها من الأماكن حيث يجتمع فيها الشتات الشركسي بإرسال رسالة إلى البرلمان الأوروبي مطالبين بالاعتراف بالإبادة الجماعية، لكن لم يؤخذ أي إجراء لحد الآن.
حاول الشركس جذب أنظار الكرة الأرضية نحو الإبادة الجماعية وعلاقتها بسوتشي بالقيام بمظاهرات ضخمة في إسطنبول وفانكوفر ونيويورك خلال الألعاب الأولمبية الشتوية المقامة في فانكوفر.
في 20 مارس 2010، قام مؤتمر شركسي في العاصمة الجورجية تبليسي، وقد موله بشكل جزئي بعض الأعضاء الشركس في المنظمة الغربية منظمة جيمستاون.
وقد مرر المؤتمر قراراً يحث فيه الحكومة الجورجية لأن تصبح أول دولة عضوة في الأمم المتحدة للاعتراف بالإبادة الجماعية للشركس.

## وصلات خارجية
- Circassian World نسخة محفوظة 3 فبراير 2009 على موقع واي باك مشين. – موقع يحتفل بالثقافة والدولة الشركسية. كما يضم مواضيع وموسيقى شركسية وخرائط تاريخية لسيركاسيا.
- The Circassian Education Foundation، منظمة تمول بعثات للأطفال الشركس، كما يعمل الموقع أيضاً كقاموس يترجم من الشركسية للإنجليزية.
- فيديو من يوتوب على يوتيوبيظهر سيركاسيا التاريخية مع تقسيمات القبائل، ويتحدث بشكل موجز عن أمة حرة. فيلم قام شركسي بإخراجه.
- فيديو آخر من يوتوب على يوتيوب، هذا يتحدث عن علاقة بين الشركس والحثيين. باللغة الأديغية.
- Aliy Berzegov (5 يونيو 2008). "Teofil Lapinski: Hero and Leader of the Circassian War for Independence (Part One)". North Caucasus Analysis. ج. 9 رقم  22. مؤرشف من الأصل في 2020-09-22.
- Aliy Berzegov (12 يونيو 2008). "Teofil Lapinski: Hero and Leader of the Circassian War for Independence (Part Two)". North Caucasus Analysis. ج. 9 رقم  23. مؤرشف من الأصل في 2020-09-22.
- T. Tatlok (1958). "الوبخ". Caucasian Review. Munich. ج. 7. ص. 100–109. مؤرشف من الأصل في 2016-03-12.
- Stephen D. Shenfield (1999). "الشركس: إبادة جماعية منسية؟". في Mark Levene and Penny Roberts (المحرر). المجزرة في التاريخ. Oxford and New York: Berghahn Books. مؤرشف من الأصل في 2016-03-12. {{استشهاد بكتاب}}: تجاهل المحلل الوسيط |موقع= (مساعدة)
- Cicek Chek (27 فبراير 2010). "عودة الشركس إلى وطنهم". Circassian World.com. مؤرشف من الأصل في 2016-03-09.
- Sufian Zhemukhov (ديسمبر 2008). "العالم الشركسي يستعد للتحديات الجديدة". Circassian World.com. مؤرشف من الأصل في 2020-01-09.